# Sérgio Paulinho
Sérgio Miguel Moreira Paulinho (Oeiras, 26 marzo 1980) è un ex ciclista su strada portoghese. Professionista dal 2002 al 2021, è stato medaglia d'argento nella prova in linea ai Giochi olimpici di Atene 2004.

## Carriera
Passato professionista nel 2002 con la piccola squadra portoghese ASC-Vila do Conde, nel 2004 si trasferisce alla squadra LA Aluminios-Pecol, con cui comincia a cogliere risultati importanti, tra i quali la vittoria nel campionato nazionale a cronometro ma soprattutto il secondo posto e la conseguente medaglia d'argento nella prova in linea su strada ai Giochi olimpici di Atene del 2004, battuto dal solo Paolo Bettini.
Grazie a questi risultati per il 2005 trova un ingaggio nella Liberty Seguros-Würth di Manolo Saiz, ma al primo anno non riesce a ripetere gli ottimi risultati del 2004. Nell'estate 2006 il suo nome finisce in un primo momento nella lista di atleti coinvolti nell'Operación Puerto e questo gli costa la partecipazione al Tour de France. Scagionato dalle accuse, riprende l'attività e disputa una buona Vuelta a España con la nuova Astana, cogliendo una vittoria nella decima tappa con arrivo a Santillana del Mar nei pressi del museo di Altamira; termina peraltro al sedicesimo posto nella classifica finale, contribuendo al successo del capitano Aleksandr Vinokurov.
Nel 2007 passa alla Discovery Channel, poi segue il suo direttore sportivo Johan Bruyneel all'Astana per il biennio 2008-2009. Nel 2010 va a vestire la divisa del Team RadioShack, neonata squadra fondata da Lance Armstrong e dallo stesso Bruyneel. Proprio in quella stagione torna al successo in un Grande Giro, aggiudicandosi la decima tappa del Tour de France: nell'occasione è abile a battere in uno sprint a due il bielorusso Vasil' Kiryenka sul traguardo di Gap.
Rimane alla RadioShack fino a tutto il 2011, senza però più ottenere vittorie; per il 2012 si trasferisce quindi al Team Saxo Bank, la squadra diretta da Bjarne Riis, rimanendovi fino al 2016, anno di scioglimento del team (divenuto Tinkoff). Per il 2017 viene così messo sotto contratto dalla formazione Continental portoghese Efapel.

## Palmarès
- 2002 (ASC, tre vittorie)

Prologo Volta ao Portugal do Futuro
3ª tappa Volta ao Portugal do Futuro
4ª tappa Volta ao Portugal do Futuro
- 2004 (LA Aluminios, sei vittorie)

Campionati portoghesi, Prova a cronometro
7ª tappa Volta a Portugal (São João da Madeira > Gouveia)
10ª tappa Volta a Portugal (Oeiras > Sintra, cronometro)
3ª tappa Volta a Terras de Santa Maria
1ª tappa Volta a Tras Os Montes e Alto Douro
Classifica generale Volta a Tras Os Montes e Alto Douro
- 2006 (Astana, una vittoria)

10ª tappa Vuelta a España (Avilés > Museo de Altamira)
- 2008 (Astana, una vittoria)

Campionati portoghesi, Prova a cronometro
- 2010 (RadioShack, una vittoria)

10ª tappa Tour de France (Chambéry > Gap)

### Altri successi
- 2004 (LA Aluminios)

Classifica giovani GP Estremadura - RTP
Classifica scalatori Gran Premio Internacional MR Cortez-Mitsubishi
- 2009 (Astana)

4ª tappa Tour de France (Montpellier, cronosquadre)
- 2016 (Tinkoff-Saxo)

5ª tappa Giro di Croazia (Parenzo > Umago, cronosquadre)

## Piazzamenti

### Grandi Giri
- Giro d'Italia

2015: 97º
- Tour de France

2007: 65º
2009: 35º
2010: 46º
2011: 81º
2012: 50º
2013: 136º
2014: 89º
- Vuelta a España

2006: 16º
2007: ritirato
2008: 26º
2011: 85º
2012: 70º
2014: 57º
2015: ritirato (11ª tappa)
2016: 115º

### Classiche monumento
- Milano-Sanremo

2005: 166º
- Giro delle Fiandre

2005: ritirato
- Parigi-Roubaix

2005: ritirato
- Liegi-Bastogne-Liegi

2005: 70º
2007: 104º
2010: 112º
2011: ritirato
2012: ritirato
- Giro di Lombardia

2012: 44º
2013: ritirato
2014: 64º
2016: ritirato

### Competizioni mondiali
- Campionati del mondo

San Sebastian 1997 - In linea juniores: 87º
Valkenburg 1998 - In linea juniores:  ritirato 
Treviso 1999 - Cronometro Under-23: 34º
Plouay 2000 - In linea Under-23: 22º
Plouay 2000 - Cronometro Under-23: 28º
Lisbona 2001 - Cronometro Under-23: 5º
Lisbona 2001 - In linea Under-23: 23º
Zolder 2002 - Cronometro Under-23: 3º
Zolder 2002 - In linea Under-23: 77º
Hamilton 2003 - In linea Elite: ritirato
Salisburgo 2006 - In linea Elite: 42º
Varese 2008 - In linea Elite: 21º
Mendrisio 2009 - Cronometro Elite: 26º
Mendrisio 2009 - In linea Elite: 34º
Limburgo 2012 - In linea Elite: 71º
Ponferrada 2014 - In linea Elite: ritirato
Doha 2016 - In linea Elite: ritirato
- Giochi olimpici

Atene 2004 - In linea: 2º
Atene 2004 - Cronometro: 24º

### Competizioni europee
- Campionati europei

Plumelec 2016 - In linea Elite: 33º